# Enrique López Salva
Enrique López Salva (València, 19 de novembre de 1934) és un advocat i polític valencià, diputat a les Corts Valencianes durant la II Legislatura.
Llicenciat en dret i militant d'Alianza Popular i després del Partit Popular, del que n'ha estat membre de la comissió política, del comitè executiu provincial de València i secretari del comitè electoral regional. Fou vocal de la Junta Municipal de Districte de Russafa de València. Fou elegit diputat a les eleccions a les Corts Valencianes de 1987. Ha estat vicepresident de la Comissió de Coordinació i Organització i Règim de les Institucions de La Generalitat, secretari de la Comissió Permanent no legislativa d'Afers Europeus de les Corts Valencianes.